# Thirteenth Step
Thirteenth Step es el segundo álbum de estudio de A Perfect Circle, en el que se destaca la diferencia sonora con su primer disco Mer de Noms sonando más experimental, comparadas con las de su antecesor las canciones de Thirteenth Step son más lentas, largas y complejas, pero muy bien estructuradas que asemejan el sonido de Tool, la banda del vocalista Maynard James Keenan.
El primer sencillo del álbum fue "Weak and Powerless", posteriormente le siguió "The Outsider", publicado al mismo tiempo que el primer DVD de la banda, el cual contiene temas en directo y entrevistas principalmente del vocalista Maynard James Keenan .
El álbum empieza con la canción "The Package", un tema lento de más de 7 minutos, en el que destaca la interpretación de la voz y las percusiones. Contiene temas sobresalientes como "Blue", siguiendo el sonido de Mer de Noms. El tema "The Nurse Who Loved Me" es una interpretación lenta que recuerda a canciones como "Parabol" del disco de Tool Lateralus.

## Lista de canciones
Todo la música y las letras fueron escritas por Billy Howerdel y Maynard James Keenan excepto donde hay notas.
1. "The Package" – 7:40
2. "Weak and Powerless" – 3:15
3. "The Noose" – 4:53
4. "Blue" – 4:13
5. "Vanishing" – 4:51
6. "A Stranger" – 3:12
7. "The Outsider" – 4:06
8. "Crimes" (Howerdel/Keenan/Freese/White) – 2:34
9. "The Nurse Who Loved Me" (Failure Cover) (Edwards/Andrews) – 4:04
10. "Pet" – 4:34
11. "Lullaby" – 2:01
12. "Gravity" (Howerdel/Keenan/Freese/Van Leeuwen/Lenchantin) – 5:08

La versión japonesa de Thirteenth Step incluye una versión extendida de la canción "The Package".
- Datos: Q1814555